# Canton du Tampon-1
Le canton du Tampon-1 est une circonscription électorale française de l'île de La Réunion, département et région d'outre-mer français de l'océan Indien.

## Histoire
Le canton a été créé par la loi no 49-1102 du 2 août 1949.
Il a été modifié par le décret du 21 avril 1988 créant le canton du Tampon-3.
Il a été à nouveau modifié par le décret du 27 février 1997 créant le canton du Tampon-4.
Un nouveau découpage territorial de la Réunion entre en vigueur à l'occasion des premières élections départementales suivant le décret du 21 février 2014. Les conseillers départementaux sont, à compter de ces élections, élus au scrutin majoritaire binominal mixte. Les électeurs de chaque canton élisent au Conseil départemental, nouvelle appellation du Conseil général, deux membres de sexe différent, qui se présentent en binôme de candidats. Les conseillers départementaux sont élus pour 6 ans au scrutin binominal majoritaire à deux tours, l'accès au second tour nécessitant 12,5 % des inscrits au 1er tour. En outre, la totalité des conseillers départementaux est renouvelée. Ce nouveau mode de scrutin nécessite un redécoupage des cantons dont le nombre est divisé par deux avec arrondi à l'unité impaire supérieure si ce nombre n'est pas entier impair, assorti de conditions de seuils minimaux. À la Réunion, le nombre de cantons passe ainsi de 49 à 25.
Le canton du Tampon-1 est redécoupé par ce décret. Il est entièrement inclus dans l'arrondissement de Saint-Pierre. Le bureau centralisateur est situé au Tampon.

## Représentation

### Représentation avant 2015
| Période                                  | Période | Identité          | Étiquette    | Qualité                                                                     |
| ---------------------------------------- | ------- | ----------------- | ------------ | --------------------------------------------------------------------------- |
| 1958                                     | 1988    | Paul Badré        | UDR puis RPR | Maire du Tampon (1953-1983)                                                 |
| 1988                                     | 2008    | Ary Eugène Mondon | DVD          | Exploitant agricole, premier adjoint au maire du Tampon Conseiller régional |
| 2008                                     | 2015    | Nathalie Bassire  | DVD          | Conseillère municipale du Tampon                                            |
| Les données manquantes sont à compléter. |         |                   |              |                                                                             |

### Représentation depuis 2015
| Période élective | Période élective | Mandat | Mandat   | Identité           | Nuance | Nuance | Qualité                                                                                               |
| ---------------- | ---------------- | ------ | -------- | ------------------ | ------ | ------ | --- |
| 2015             | 2021             | 2015   | 2021     | Laurence Mondon    |        | DVD    | Éleveuse, conseillère municipale du Tampon                                                            |
| 2015             | 2021             | 2015   | 2021     | Enaud Rivière      |        | DVD    | Chef d'entreprise au Tampon                                                                           |
| 2021             | 2028             | 2021   | en cours | Laurence Mondon    |        | DVD    | Conseillère sortante, 3ème adjointe au maire du Tampon, 2ème Vice-Présidente du conseil départemental |
| 2021             | 2028             | 2021   | en cours | Dominique Gonthier |        | DVC    | Exploitant agricole, 13ème adjoint au maire du Tampon                                                 |

### Résultats détaillés

#### Élections de mars 2015
À l'issue du 1er tour des élections départementales de 2015, deux binômes sont en ballotage : Laurence Mondon et Enaud Rivière (DVD, 36,11 %) et Nathalie Bassire et Gilles Fontaine (DVD, 31,65 %). Le taux de participation est de 47,28 % (13 973 votants sur 29 554 inscrits) contre 43,81 % au niveau départemental et 50,17 % au niveau national.
Au second tour, Laurence Mondon et Enaud Rivière (DVD) sont élus avec 53,44 % des suffrages exprimés et un taux de participation de 56,88 % (7 602 voix pour 16 809 votants pour 29 554 inscrits).

#### Élections de juin 2021
Le premier tour des élections départementales de 2021 est marqué par un très faible taux de participation (33,26 % au niveau national). Dans le canton du Tampon-1, ce taux de participation est de 39,04 % (12 564 votants sur 32 183 inscrits) contre 36,5 % au niveau départemental. À l'issue de ce premier tour, deux binômes sont en ballottage : Dominique Gonthier et Laurence Mondon (DVC, 51,64 %) et Monique Benard et Gilles Henriot (DVD, 33,77 %).

## Composition

### Composition avant 2015
Le canton du Tampon-1 était constitué d'une partie de la commune du Tampon.
De 1988 à 1997, il s'agissait de la portion du territoire de la commune du Tampon délimitée par, au Nord la route des Caféiers et son prolongement vers l'Ouest jusqu'à la limite communale, la route du Géranium jusqu'au franchissement de la Ravine Blanche, à l'Est la Ravine Blanche, au Sud la limite de la commune de Saint-Pierre, à l'Ouest la limite de la commune de l'Entre-Deux.
De 1997 à 2015, le canton comprenait la portion du territoire de la commune du Tampon délimitée par :
- au nord : la route des Caféiers depuis la limite communale avec l'Entre-Deux jusqu'à la ravine du Bras d'Antoine ;
- à l'ouest : la limite communale avec la commune de l'Entre-Deux ;
- au sud : la limite communale avec la commune de Saint-Pierre jusqu'à la rue du Général-Ailleret ;
- à l'est : la rue du Général-Ailleret, le chemin Isautier, la partie comprise entre le chemin Isautier et Bras d'Antoine (de la ligne fictive reliant l'intersection du chemin Poivre et de la rue Daudet au chemin Isautier en passant par le croisement de la rue du Docteur-Charrières et du chemin François-Cadet), le Bras d'Antoine jusqu'à la route des Caféiers.

### Composition depuis 2015
| Nom                               | Code Insee | Intercommunalité | Superficie (km2) | Population (dernière pop. légale)                | Densité (hab./km2) | Modifier                                    |
| --------------------------------- | ---------- | ---------------- | ---------------- | ------------------------------------------------ | ------------------ | ------------------------------------------- |
| Le Tampon (bureau centralisateur) | 97422      | CA du Sud        | 165,43           | Fraction : 41 316 (2022) Commune : 81 964 (2022) | 495                | modifier les données · modifier les données |
| Canton du Tampon-1                | 97424      |                  |                  | 41 316 (2022)                                    |                    | modifier les données                        |

Le canton comprend la partie du Tampon située à l'ouest d'une ligne définie par l'axe des voies et limites suivantes : depuis la limite territoriale de la commune de Saint-Pierre, segment de 59 mètres reliant les deux points de longitude et latitude respectives 344390,84/7646170,34 et 344430,08/7646214,73, rue du Général-Ailleret, chemin Isautier (direction Est, puis Sud-Est, puis Nord-Est, jusqu'à l'intersection avec l'impasse Gustave-Courbet), chemin Isautier (branche la plus septentrionale), rue Georges-Pompidou (direction Nord), chemin Chalet (direction Nord-Est puis Est), impasse des Immortelles, ligne de 130 mètres reliant les trois points de longitude et latitude respectives 347390,11/7648793,13, 347483,92/7648864,72 et 347495,56/7648867,78, chemin Chalet (direction Nord-Est), ligne de 560 mètres reliant les trois points de longitude et latitude respectives 347531,57/7648904,09, 347723,51/7649003,04 et 347896,97/7649300,60, cours d'eau Ravine-Don-Juan, segment de 441 mètres reliant les deux points de longitude et latitude respectives 347999,29/7649577,11 et 348046,66/7650016,10, route du Géranium (direction générale Est et Sud-Est), cours d'eau Bras-Creux (direction Nord-Est), segment de 74 mètres reliant les deux points de longitude et latitude respectives 349344,50/7649710,02 et 349407,40/7649671,00, chemin Philidor-Techer (direction Est), chemin des Lupins, ligne de 851 mètres reliant les six points de longitude et latitude respectives 349690,10/7649674,60, 349804,95/7649634,14, 349956,30/7649776,00, 350025,44/7649703,83, 349848,54/7649553,12 et 349905,90/7649373,00, chemin des Tamarhauts (direction Nord-Est), segment de 906 mètres reliant les deux points de longitude et latitude respectives 349976,81/7649260,74 et 350212,11/7648385,48, cours d'eau Rivière-d'Abord (direction Nord-Est), ligne de 2 420 mètres reliant les neuf points de longitude et latitude respectives 351201,88/7649284,00, 350721,93/7649861,10, 350633,65/7650317,31, 350791,46/7650467,51, 350662,53/7650621,96, 351000,18/7651003,12, 351010,78/7650988,21, 351144,37/7651057,41, et 351070,96/7651136,00, chemin de la Concession-Les-Bas (direction Sud-Ouest), ligne de 806 mètres reliant les quatre points de longitude et latitude respectives 350949,45/7651072,88, 350864,04/7651166,83, 350809,41/7651135,20, et 350570,49/7651703,13, rue du Père-Favron (direction Nord), cours d'eau Ravine-Blanche (direction Est), chemin Rosemond (direction Nord), chemin Notre-Dame-de-la Paix (direction Nord-Ouest puis Nord), rue Alfred-Lacroix, ligne de 681 mètres reliant les quatre points de longitude et latitude respectives 350755,63/7653204,13, 350556,94/7653493,26, 350483,53/7653472,78, et 350375,55/7653702,99, cours d'eau Bras-d'Antoine (direction Nord-Est), ligne de 914 mètres reliant les neuf points de longitude et latitude respectives 350392,02/7653721,41, 350390,06/7653885,70, 350332,09/7653876,19, 350287,54/7653944,92, 350257,82/7653938,32, 350233,34/7653978,03, 350125,01/7654454,42, 350144,25/7654459,14 et 350139,08/7654481,90, chemin du Piton-Sahale (direction Est), segment de 406 mètres reliant les deux points de longitude et latitude respectives 350245,66/7654506,16 et 349981,48/7654814,75, cours d'eau Bras-de-Pontho (direction Nord-Est), ligne de 1 434 mètres reliant les quatre points de longitude et latitude respectives 352491,39/7655449,89, 352909,08/7655261,86, 353042,63/7654988,87 et 353549,16/7655431,11, cours d'eau Grand-Bras-de-Pontho (direction Est), ligne de 2 008 mètres reliant les trois points de longitude et latitude respectives 354487,29/7655750,51, 354803,17/7655604,61, et 355282,27/7657194,03, jusqu'à la limite territoriale de la commune de La Plaine-des-Palmistes.

## Démographie
En 2022, le canton comptait 41 316 habitants, en évolution de +5,7 % par rapport à 2016 (La Réunion : +3,33 %, France hors Mayotte : +2,11 %).
| 2013   | 2018   | 2022   |
| ------ | ------ | ------ |
| 37 818 | 40 229 | 41 316 |